# Nemesbikk
Nemesbikk község Borsod-Abaúj-Zemplén vármegye Tiszaújvárosi járásában.

## Fekvése
Miskolctól 49 kilométerre délre helyezkedik el, a Hejő folyása közelében. A közvetlenül határos települések: észak felől Sajószöged, északkelet felől Tiszaújváros, délkelet felől Hejőkürt,  dél felől Tiszatarján, délnyugat felől Mezőcsát, nyugat felől Igrici, északnyugat felől pedig Hejőpapi és Hejőbába.

### Megközelítése
Csak közúton közelíthető meg, Tiszaújváros vagy Hejőbába felől, a 3312-es úton.

## Története
Elsőként a Váradi regestrumban említik, 1221-ben. A középkortól egészen a 19. századig nagyrészt nemesek lakták. A török hódoltság ideje alatt az egri bégnek fizetett adót. A szomszédos település, Parasztbikk a török időkben elpusztult, de később újjáépítették, csak a 17. században szűnt meg végleg.

## Közélete

### Polgármesterei
- 1990–1994: Molnár Jánosné (független)[3]
- 1994–1998: Bódogh Bertalan (független)[4]
- 1998–2002: Bódogh Bertalan (független)[5]
- 2002–2006: Bódogh Bertalan (független)[6]
- 2006–2010: Bódogh Bertalan (független)[7]
- 2010–2014: Bódogh Bertalan (független)[8]
- 2014–2019: Bódogh Bertalan (független)[9]
- 2019–2023: Andrásné Szendrei Rozália (független)[10]
- 2023–2024: Victorné Kardos Erika (alpolgármester, ügyvezetőként)
- 2024– : Victorné Kardos Erika (független)[1]

Andrásné Szendrei Rozália 2023. július 6-án lemondott polgármesteri posztjáról, s e döntést július 11-én a képviselő-testület is elfogadta; a hatályos szabályozás szerint viszont akkor már, a következő önkormányzati választás előtt nem lehetett időközi választást tartani. A polgármesteri tisztséget ezért a 2024-es választásig ügyvezetőként Victorné Kardos Erika alpolgármester vette át.

## Népesség
A település népességének változása:
| Lakosok száma | 981  | 969  | 954  | 937  | 879  | 885  | 897  |
|               | 2013 | 2014 | 2015 | 2021 | 2022 | 2023 | 2024 |

2001-ben a település lakosságának 94%-a magyar, 6%-a cigány nemzetiségűnek vallotta magát.
A 2011-es népszámlálás során a lakosok 88,1%-a magyarnak, 1% németnek mondta magát (11,9% nem nyilatkozott; a kettős identitások miatt a végösszeg nagyobb lehet 100%-nál). A vallási megoszlás a következő volt: református 40,3%, római katolikus 32,4%, görögkatolikus 1,6%, felekezeten kívüli 6,5% (18,8% nem válaszolt).
2022-ben a lakosság 91,5%-a vallotta magát magyarnak, 4,1% cigánynak, 0,7% németnek, 0,3% románnak, 0,1% szlováknak, 1,6% egyéb, nem hazai nemzetiségűnek (8,5% nem nyilatkozott; a kettős identitások miatt a végösszeg nagyobb lehet 100%-nál). Vallásuk szerint 14,7% volt római katolikus, 34% református, 2% görög katolikus, 0,1% ortodox, 7,6% felekezeten kívüli (40,6% nem válaszolt).

## Ismert személyek
- Itt kötött házasságot Szilvássy Pál magyar gazdálkodó, országgyűlési képviselő.

## Környező települések
Hejőbába (3 km), Hejőkürt (7 km), Oszlár (5 km), a legközelebbi város: Tiszaújváros (14 km).